# Cerro Mera
El cerro Mera es una montaña en Chile que se encuentra ubicada en la comuna de Palena, provincia de Palena en la región de Los Lagos.